# Mintaflotta

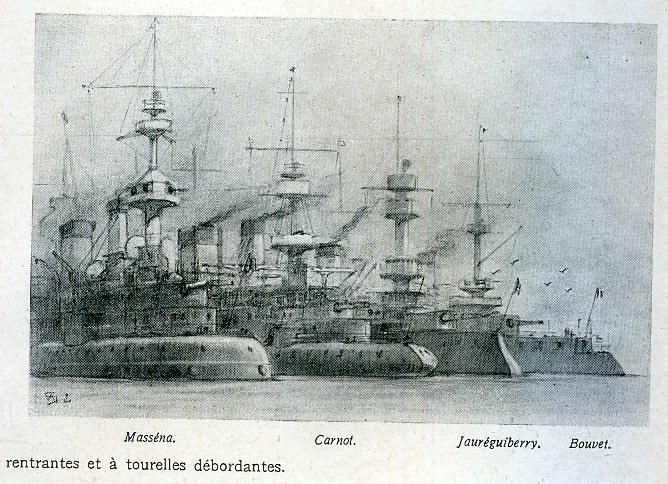
Az öttagú mintaflotta négy egységét a Charles Martel kivételével a tat felől nézve ábrázoló rajz. Balról jobbra haladva a Masséna, a Carnot, a Jauréguiberry és a Bouvet látható.

A Mintaflotta (Flotte d'échantillons) a Francia Haditengerészet (Marine nationale) 1890-es, öt egységből álló pre-dreadnought csatahajó-építési programja volt. Válasznak szánták őket a brit Royal Navy 1889-es Haditengerészeti védelmi törvény keretében épült, kiválóan sikerült Royal Sovereign osztályára. A hasonló fegyverzet ellenére jelentős különbség van az egyes hajók között, más-más tervek alapján, különböző hajógyárakban épültek, eléggé heterogén csatahajó-sorozatot alkottak. Tagjai: a Masséna, a Charles Martel, a Jauréguiberry, a Bouvet és a Carnot. A tervezők a Brennus  pre-dreadnoughtból indultak ki. A francia haditengerészet célja az volt a Mintaflottával, hogy kikísérletezze a lehető legideálisabb csatahajót, az öt egység közül kiválassza a legjobban sikerültet, illetve a legmegfelelőbb technikai megoldásokat, majd ennek alapján fejlessze tovább a jövő francia csatahajóit. Azonban ezen szándék ellenére a Mintaflotta egységei harcértékre egyértelműen alulmúlták brit riválisaikat.

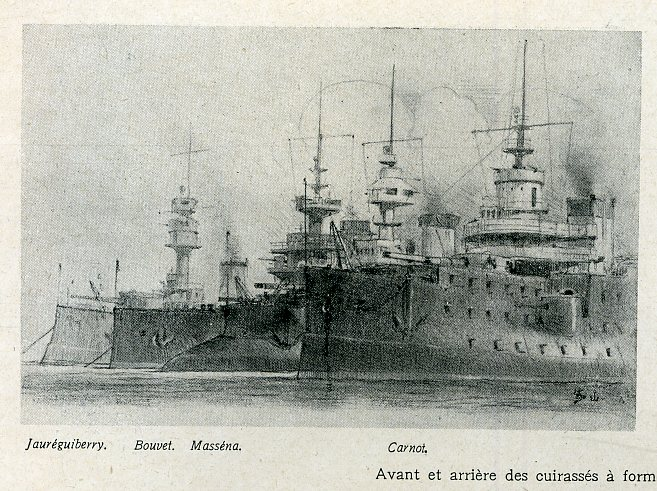
Az öttagú mintaflotta négy egységét a Charles Martel kivételével az orr felől nézve ábrázoló rajz. Balról jobbra haladva a Jauréguiberry, a Bouvet, a Masséna és végül a Carnot látható.
Jól megfigyelhető a Masséna jókora, kosolásra, az ellenséges hadihajó ütközéssel történő meglékelésére szánt döfőorra. A kosolás a hajótüzérség fejlődés következtében a 19. század végére teljesen irreálissá vált.

## A brit 1889-es haditengerészeti védelmi törvény (Naval Defence Act 1889) és a Royal Sovereign osztály
A brit parlament által Lord George Francis Hamilton (1845-1927), az Admiralitás első lordja (1885-1886, 1886-1892) előterjesztésére megszavazott és Viktória királynő által 1889. május 31-én szentesített Haditengerészeti védelmi törvény (Naval Defence Act 1889) először tette hivatalossá a hetven éve alkalmazott két erő elvét (two-power standard), mely értelmében a brit Royal Navy (Királyi Haditengerészet) erejének akkorának kellett lenni, mint a világ két következő legreősebb haditengerészetének, akkor a franciának (Marine nationale) és az orosznak (Российский императорский флот - Orosz Császári Flotta) együttvéve. A brit flottafejlesztési program keretében a következő négy évre 21,5 millió font sterlinggel emelték a haditengerészeti költségvetést, ennek terhére megrendelték 10 csatahajó, 42 cirkáló, 18 torpedó-ágyúnaszád megépítését. A terv gerincét a Royal Sovereign osztály 8 db elsőosztályú csatahajója jelentette, továbbá megépült a Centurion osztály 2 db másodosztályú csatahajója, az Edgar osztály 9 db elsőosztályú cirkálója, a 29 db Apollo és Astraea típusú másodosztályú cirkáló és 4 db Pearl típusú, harmadosztályú cirkáló, és a 18 db torpedó-ágyúnaszád.

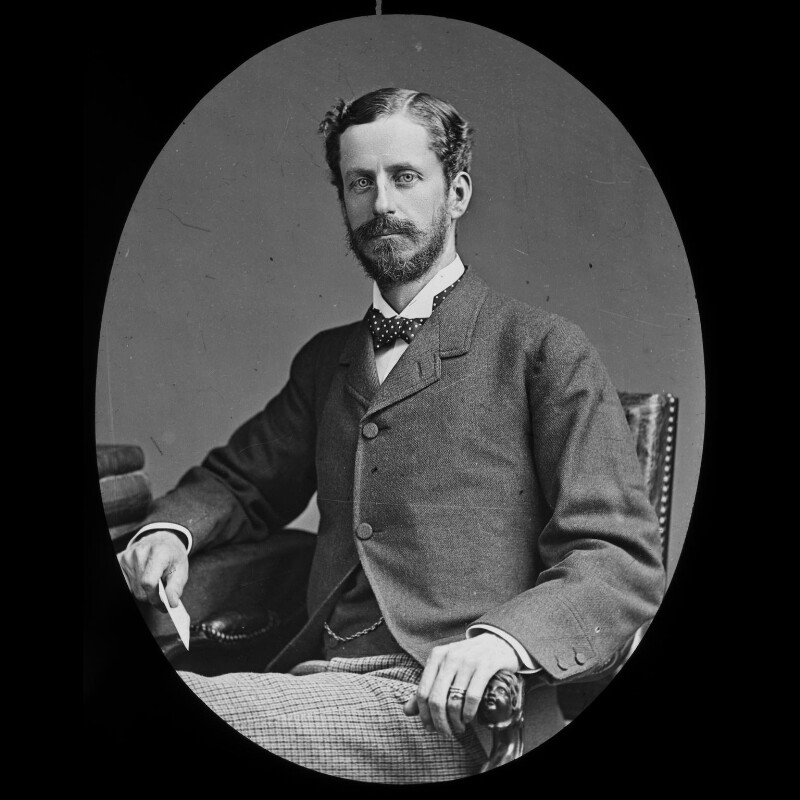
Lord George Francis Hamilton (1845-1927), az Admiralitás első lordja (1885-1886, 1886-1892).
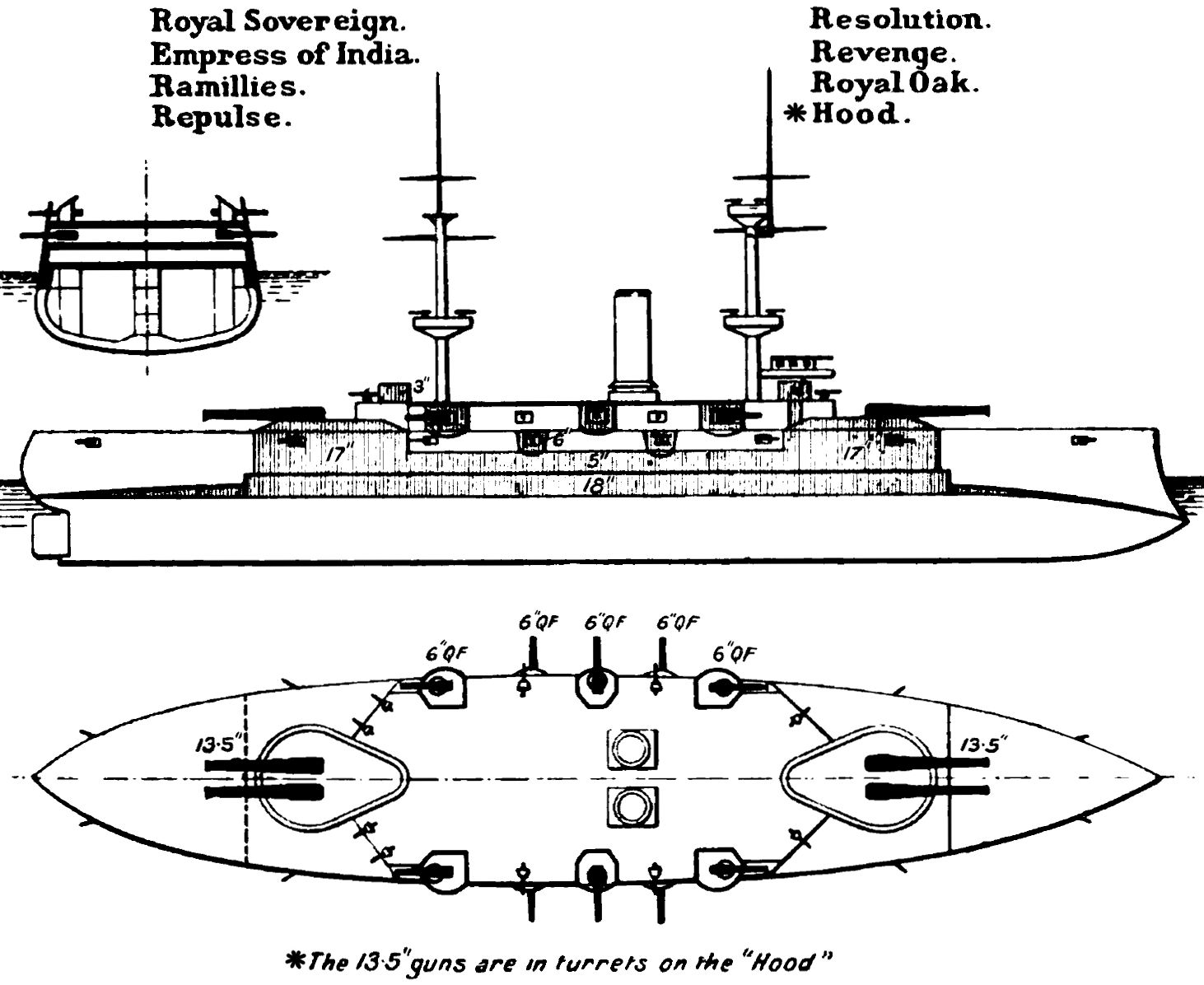
A brit Royal Sovereign osztály pre-dreadnought csatahajóinak jellegrajza, hét egység nyitott barbettákban elhelyezett fő fegyverzettel, az HMS Hood zárt lövegtornyokkal épült (Brassey's Naval Annual 1906).
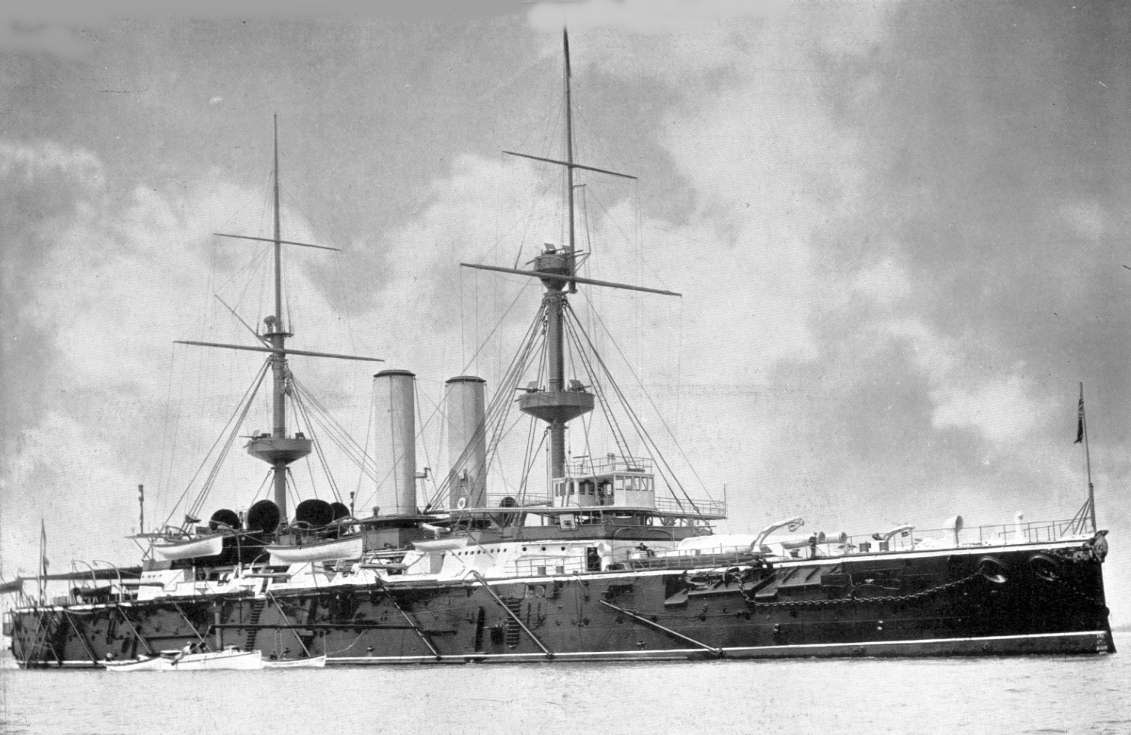
A Royal Soveregin osztályú barbettás HMS Royal Sovereign brit pre-dreadnought csatahajó 1897-ben.
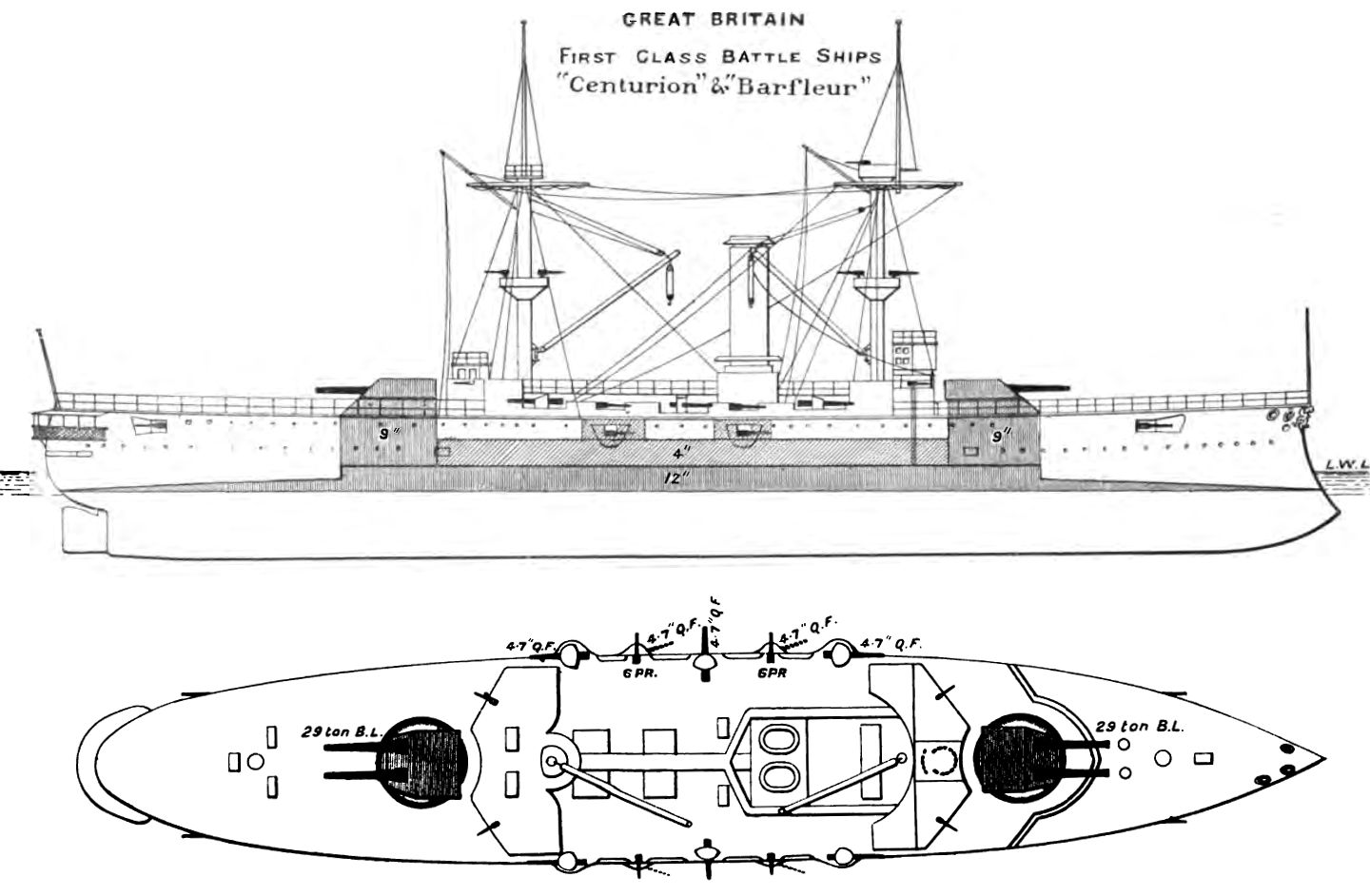
Brit Centurion típusú, másodosztályú pre-dreadnought csatahajó jellegrajza (Brassey's Naval Annual 1896).
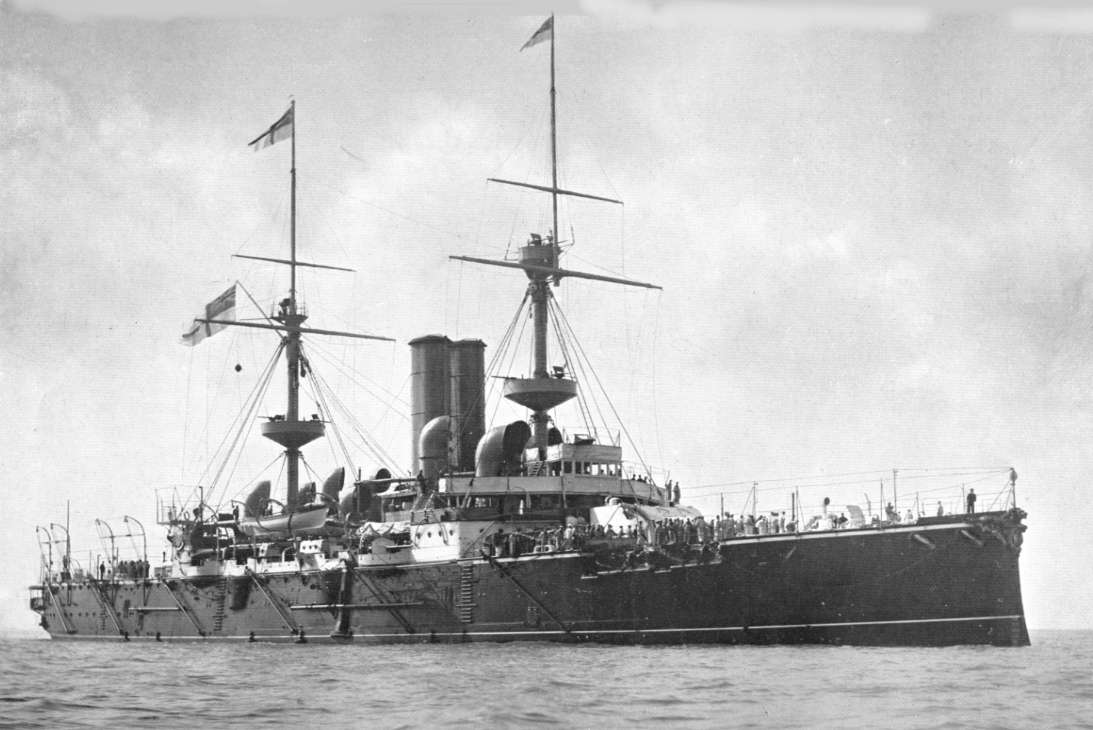
A Centurion osztályú brit HMS Barfleur pre-dreadnought csatahajó 1897-ben.

## A francia válasz, az 1890-es francia csatahajó-program, azaz a Mintaflotta
A Francia Haditengerészet az 1890. évi csatahajó-program keretében számos tervet kért a hajógyáraktól. A paraméterek: nem több mint 12 000 tonna vízkiszorítás,  a fő fegyverzet "gyémánt" elrendezése (305 mm-es ágyú  elöl és hátul, 273 mm-es ágyú a hajótest két oldalán), sebesség: több mint 17 csomó,  meghatározott minimális páncélvastagság. A tervezők a csatahajók fennmaradó részei tekintetében gyakorlatilag teljesen szabad kezet kaptak: méretek, sziluett, a másodlagos tüzérség elrendezése, hajógépek, stb. Végül öt tervet választottak ki és építettek meg. Valamennyi külső megjelenésében tipikus 19. század végi francia hadihajó lett, erősen befelé dőlő oldalakkal, jókora, vaskos csataárbocokkal. 

### Fegyverzet
A Minatflotta 5 pre-dreadnought csatahajója fő fegyverzetének száma kalibere azonos volt. Azonban míg három egység, a Carnot, a Charles Martel és a Jauréguiberry 2 db (2 x 1) 305 mm L/45 M1887, és 2 db (2 x 1) 274 mm L/45 M1887 ágyúból álló fő fegyverzettel rendelkezett, addig a Masséna korszerűbb, 2 db (2 x 1) 305 mm L/40 M1893, és 2 db (2 x 1) 274 mm L/45 M1893, a Bouvet pedig 2 db (2 x 1) 305 mm L/45 M1893, és 2 db (2 x 1) 274 mm L/45 M1893 ágyúkat kapott. A fő tüzérség négy egylöveges toronyban, "gyémánt alakzatban" történő elhelyezése, továbbá két kaliber (305 mm, 274 mm) egyidejű használata a britek azonos kaliberű, 4 db, két kétlöveges barbetta/lövegtorony elrendezésével szemben elavultnak és rossz felépítésűnek tekinthető. 

### Páncélzat
Négy egység páncélzata elavulóban lévő nikkelacél lemezekből készült, egyedül a Bouvet kapott igazán korszerű, Harvey típusú, edzett felületű lemezekből álló vértezetet.

### A mintaflotta egységei

#### Charles Martel

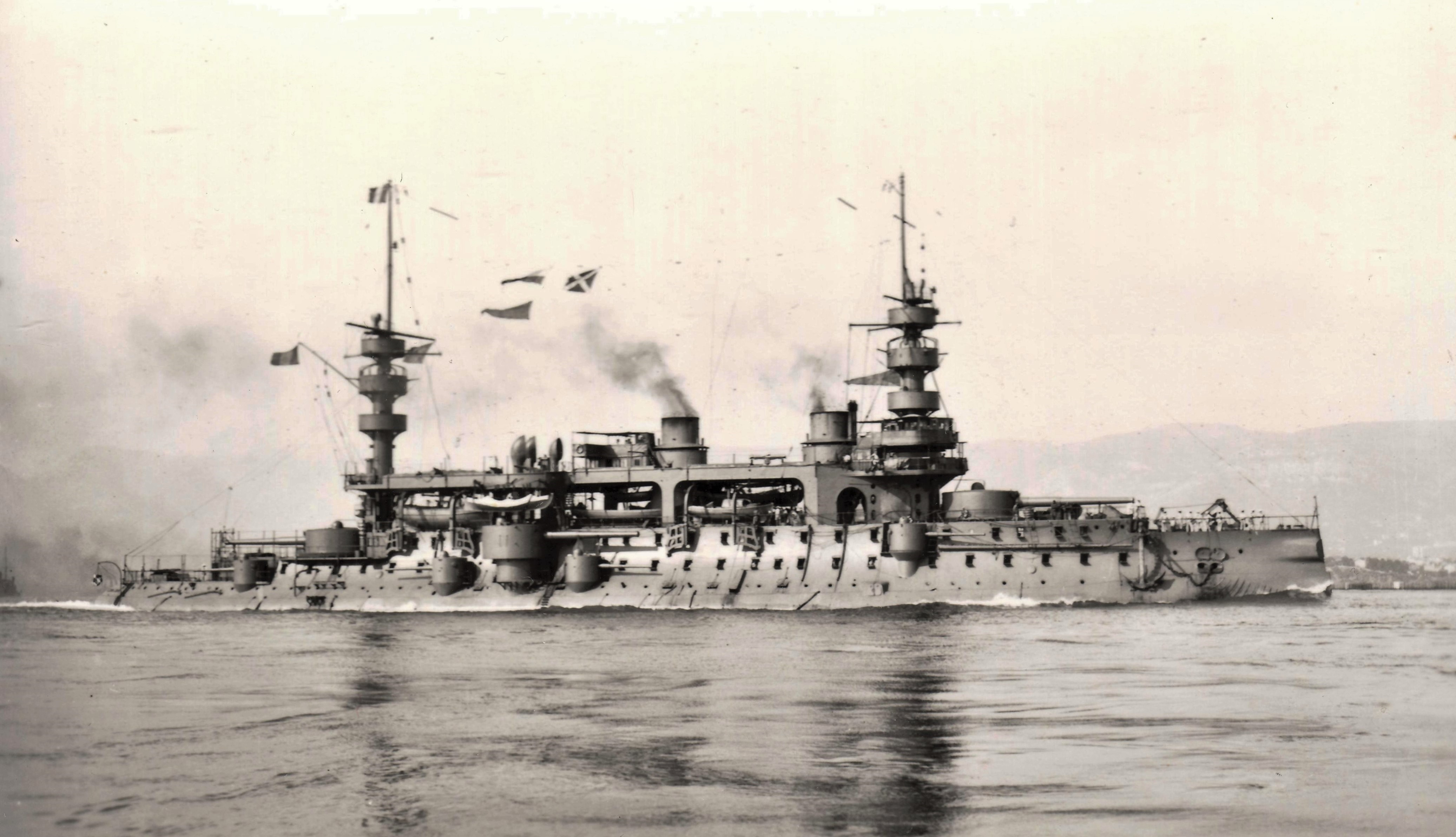
A Charles Martel francia pre-dreadnought csatahajó.
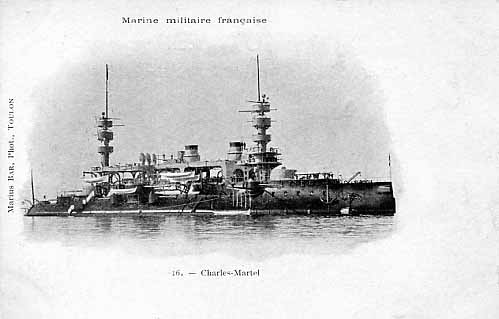
A Charles Martel francia pre-dreadnought csatahajó.
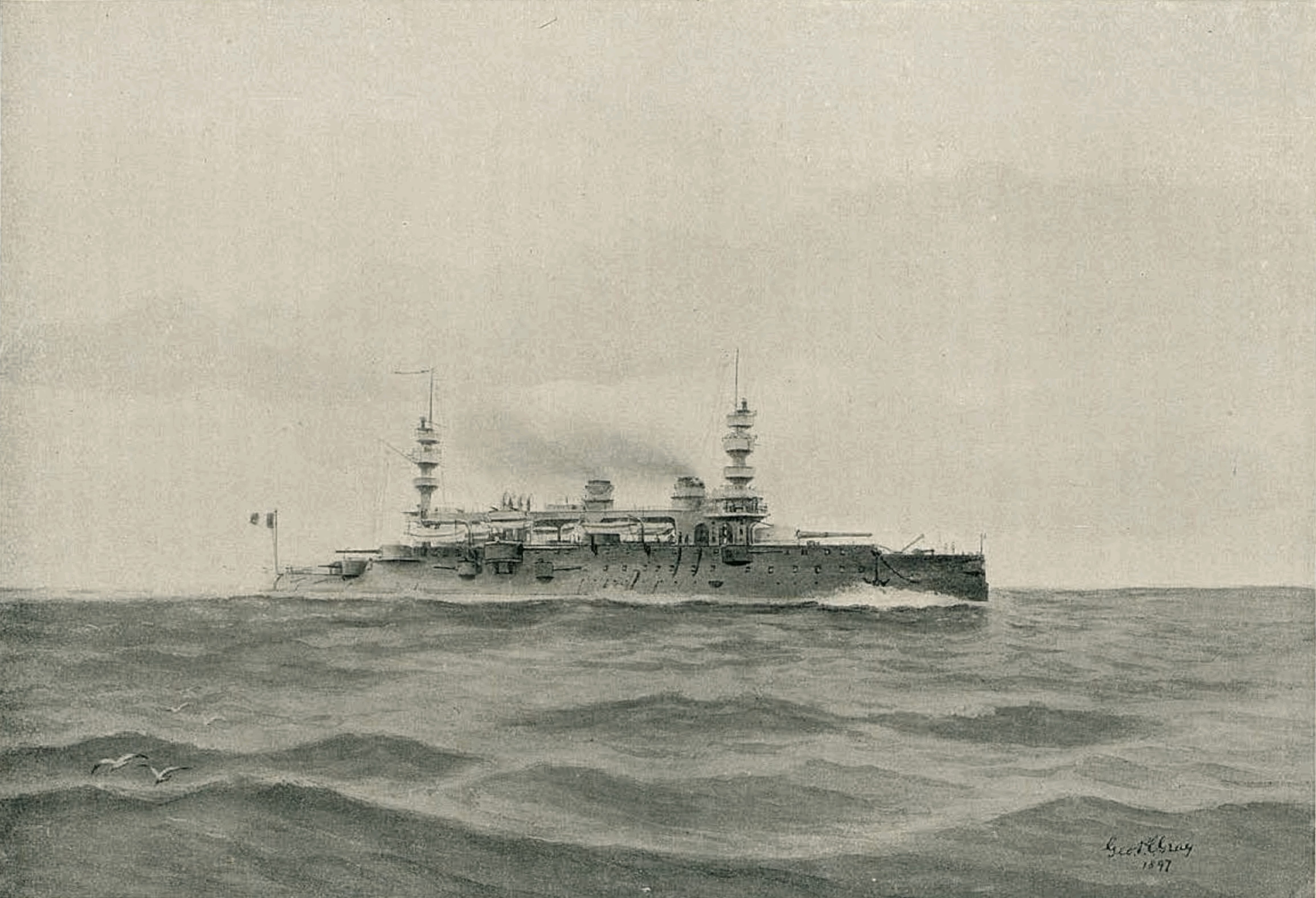
A Charles Martel francia pre-dreadnought csatahajó rajza.

#### Jauréguiberry

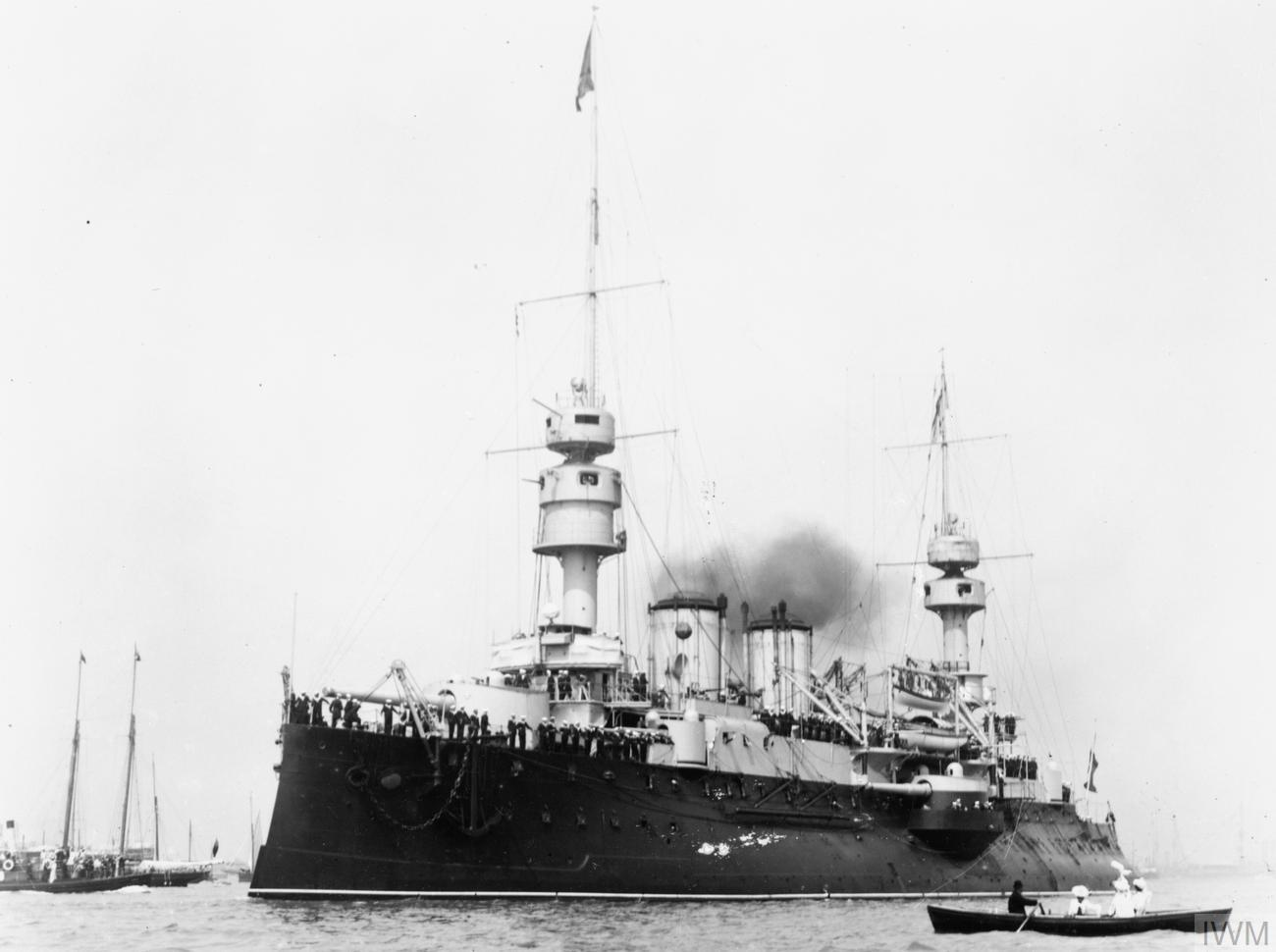
A Jauréguiberry francia pre-dreadnought csatahajó.
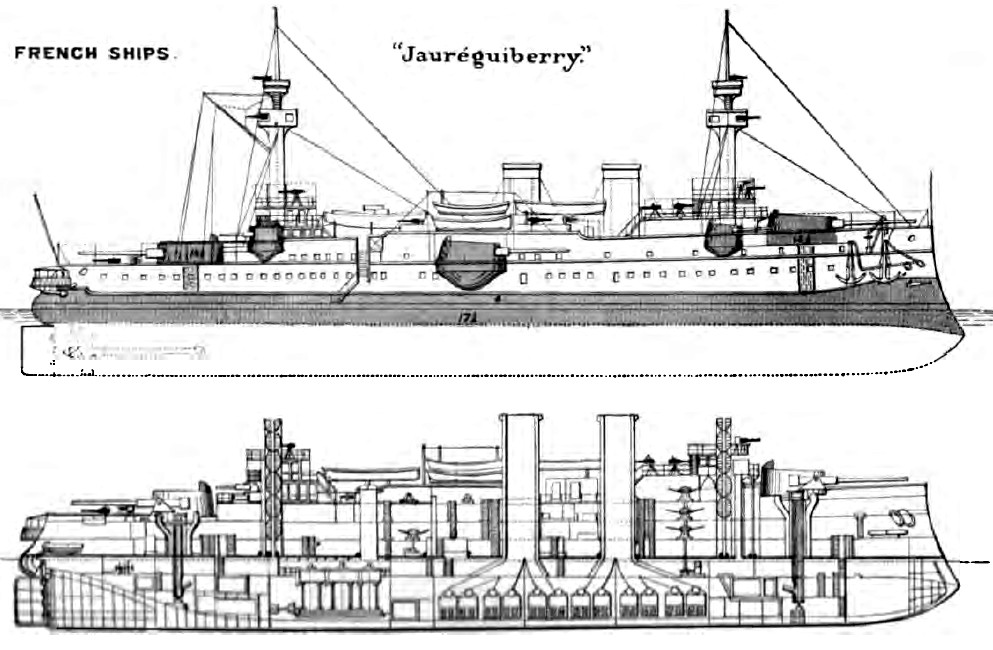
A Jauréguiberry francia pre-dreadnought csatahajó jellegrajza (Brassey's Naval Annual 1897).
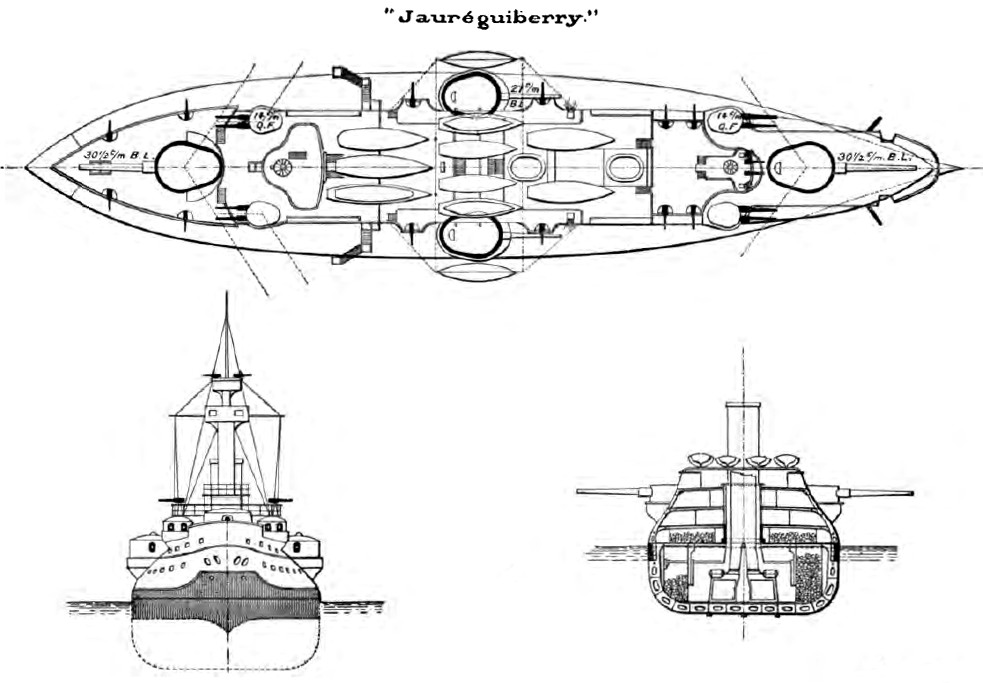
A Jauréguiberry francia pre-dreadnought csatahajó jellegrajza (Brassey's Naval Annual 1897).
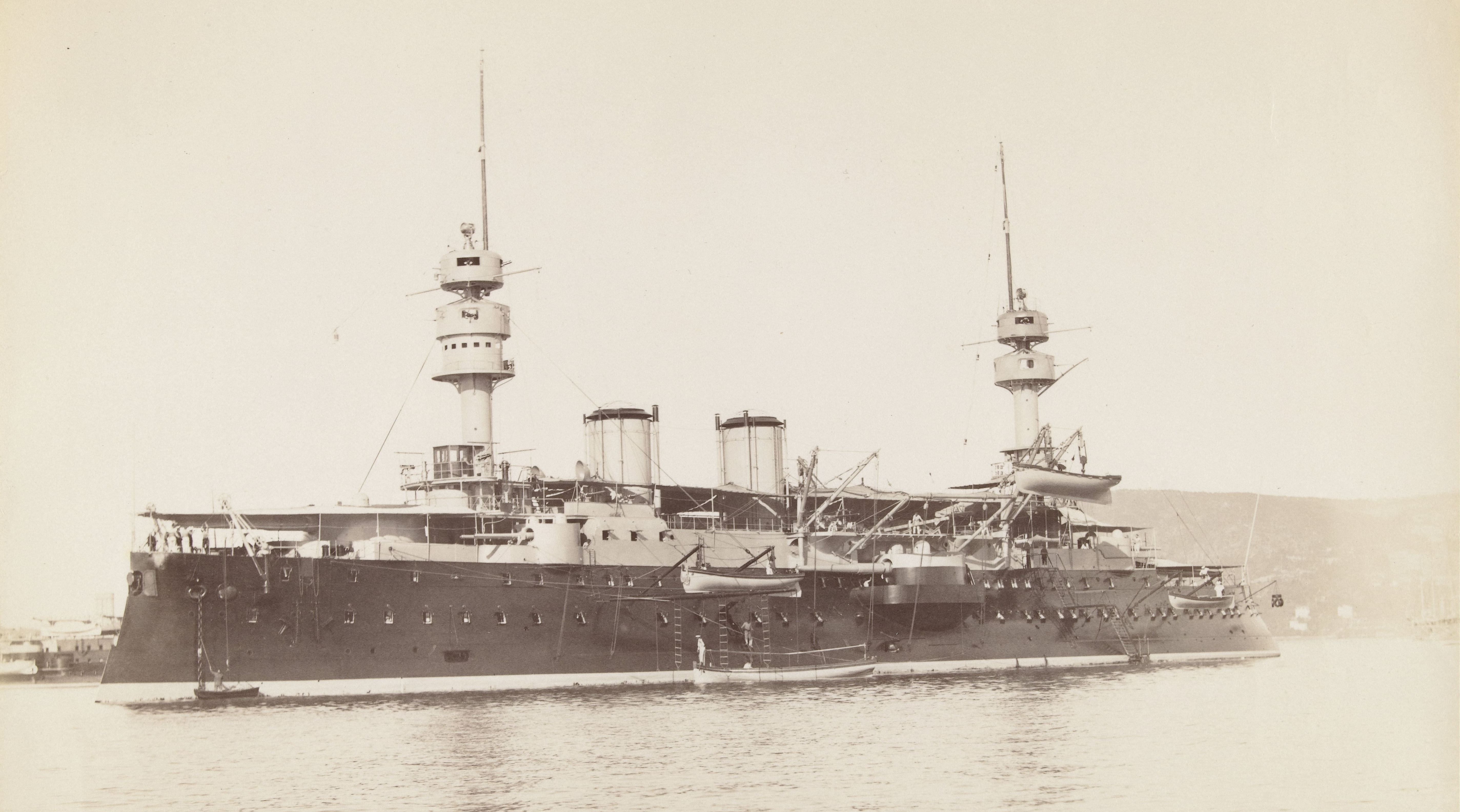
A Jauréguiberry francia pre-dreadnought csatahajó.
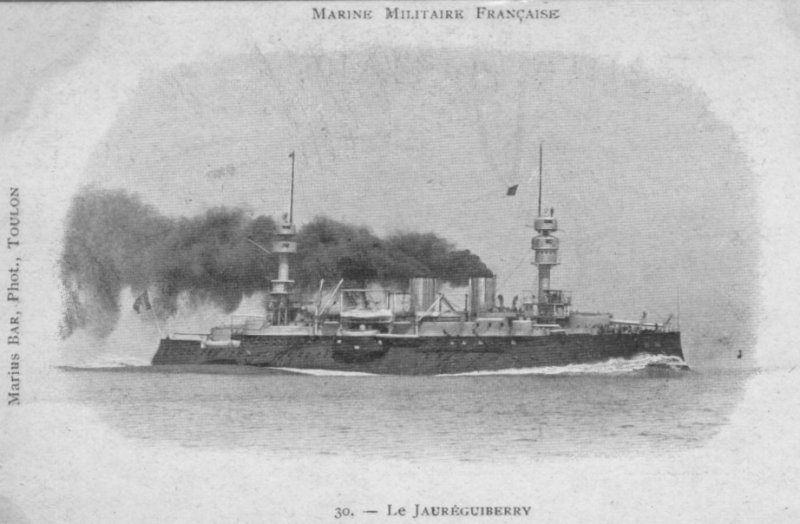
A Jaureguiberry pre-dreadnought csatahajó rajza.
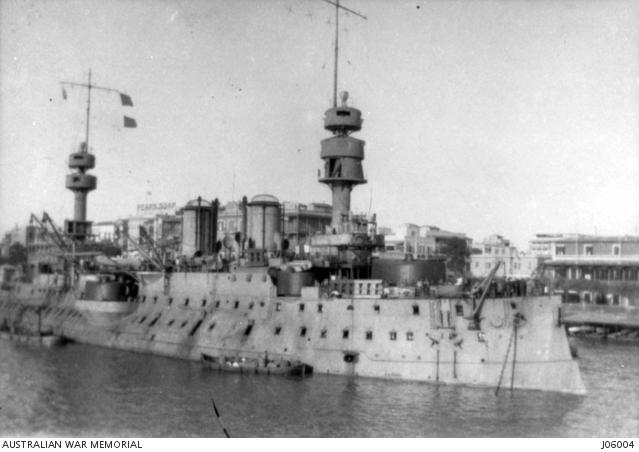
A leszerelt fegyverzetű Jaureguiberry pre-dreadnought csatahajó, pályafutása végén, 1915-ben.

#### Carnot

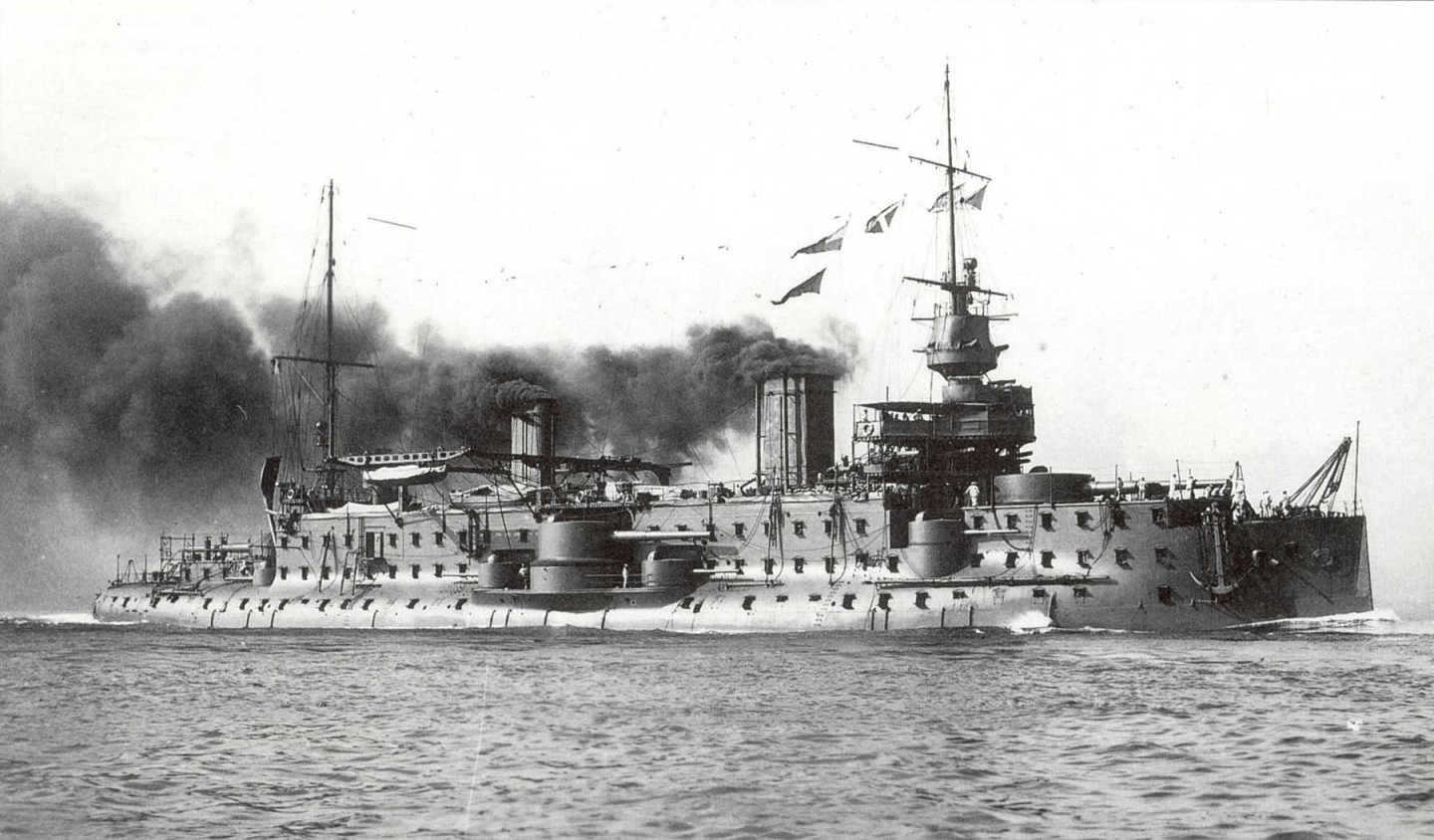
A Carnot francia pre-dreadnought csatahajó.
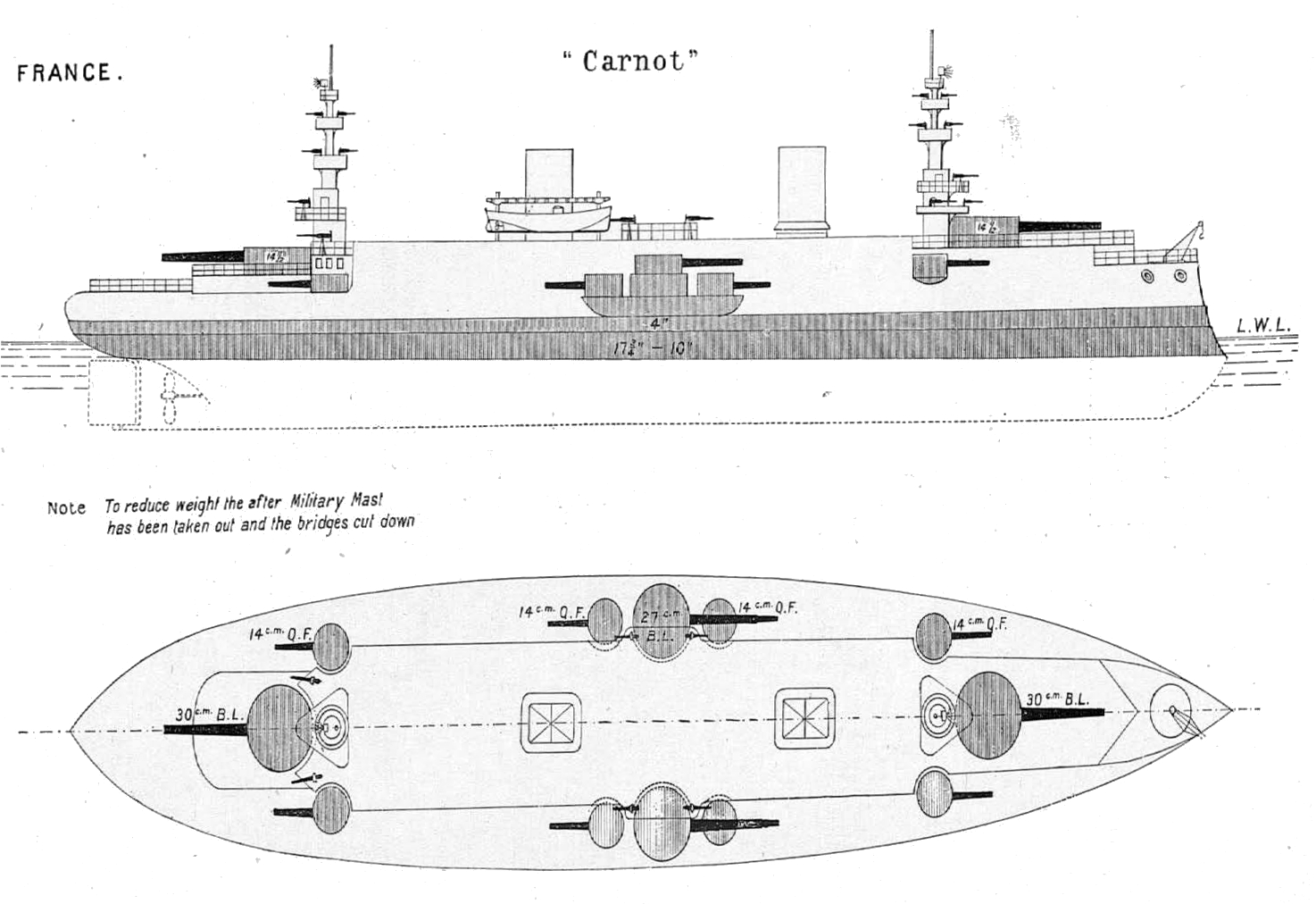
A Carnot pre-dreadnought csatahajó jellegrajza (Brassey's Naval Annual 1900).
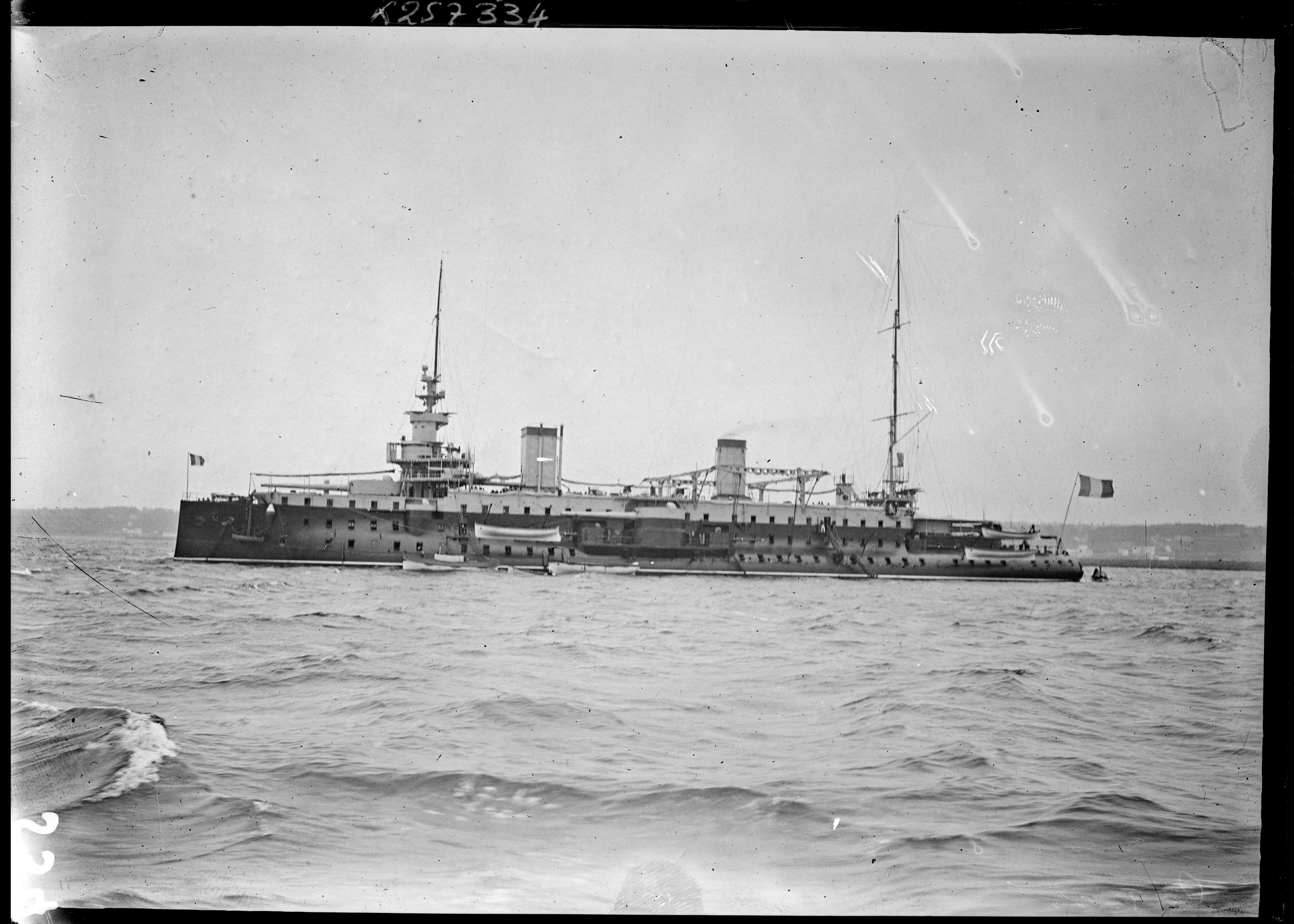
A Carnot francia pre-dreadnought csatahajó 1905-ben.
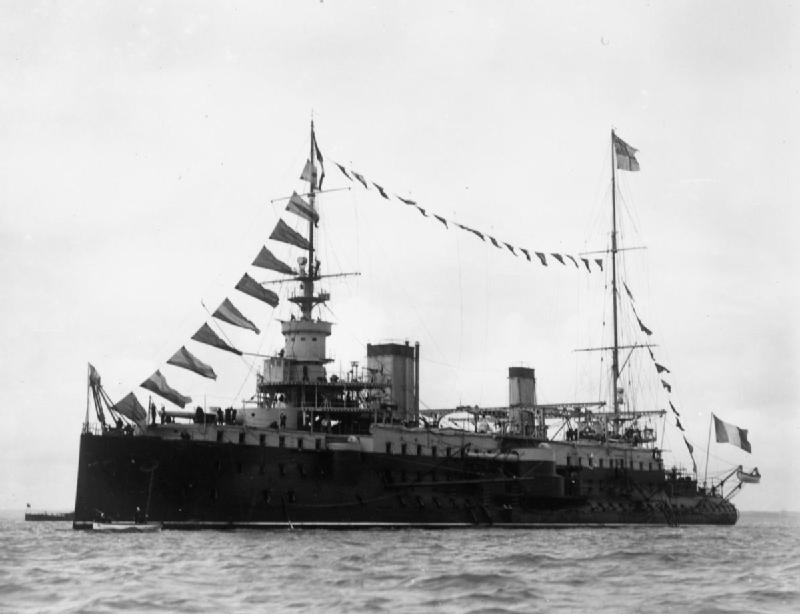
A Carnot francia pre-dreadnought csatahajó 1905-ben.
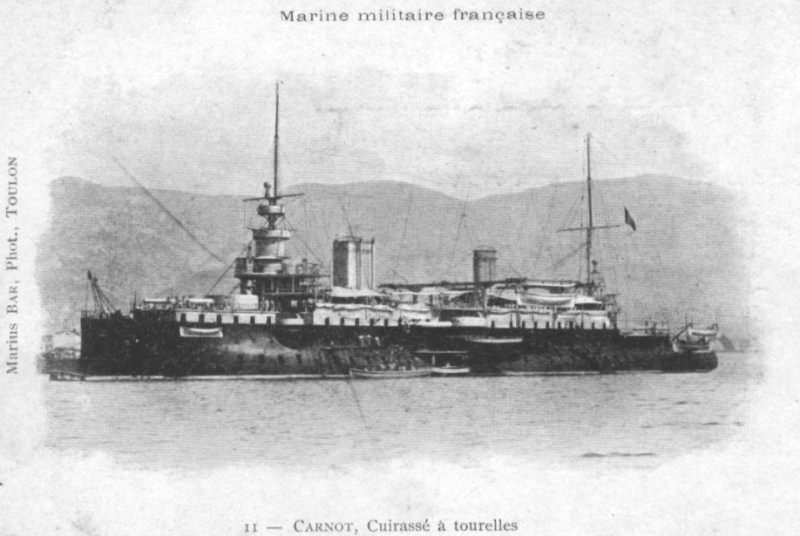
A francia Carnot pre-dreadnought csatahajó rajza.

#### Masséna

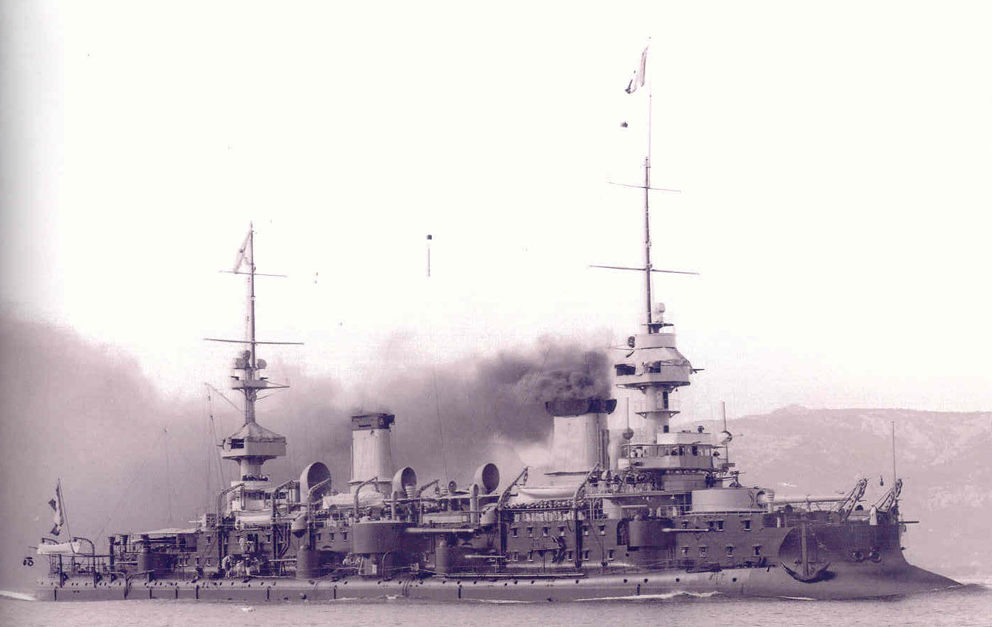
A Masséna francia pre-dreadnought csatahajó.
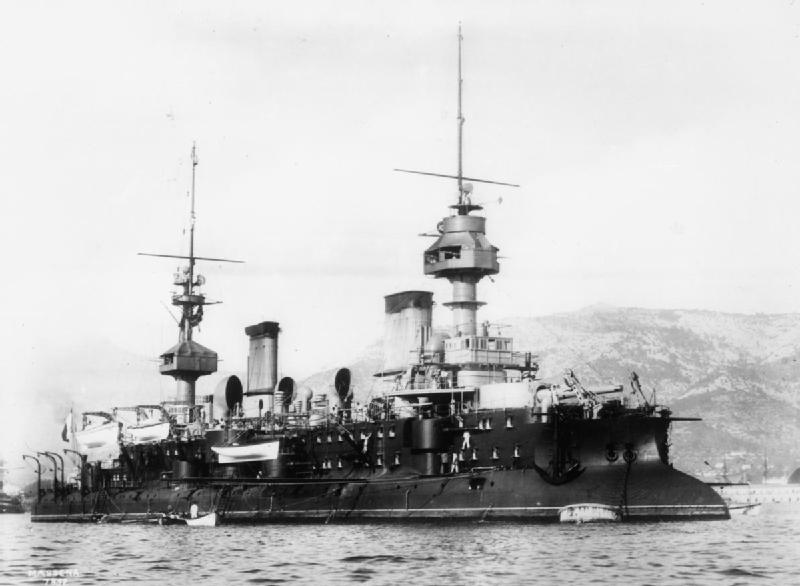
A Masséna pre-dreadnought csatahajó 1900-ban.
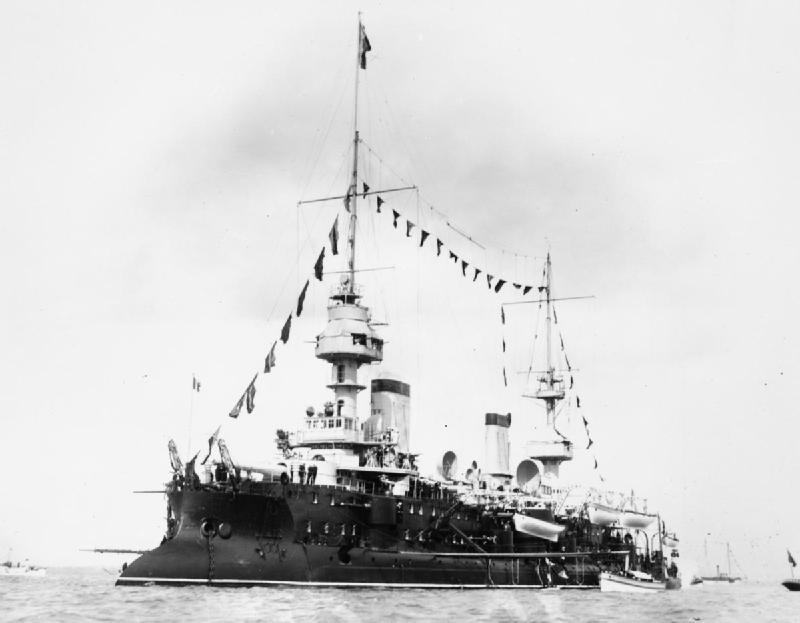
A Masséna pre-dreadnought csatahajó 1905-ben.
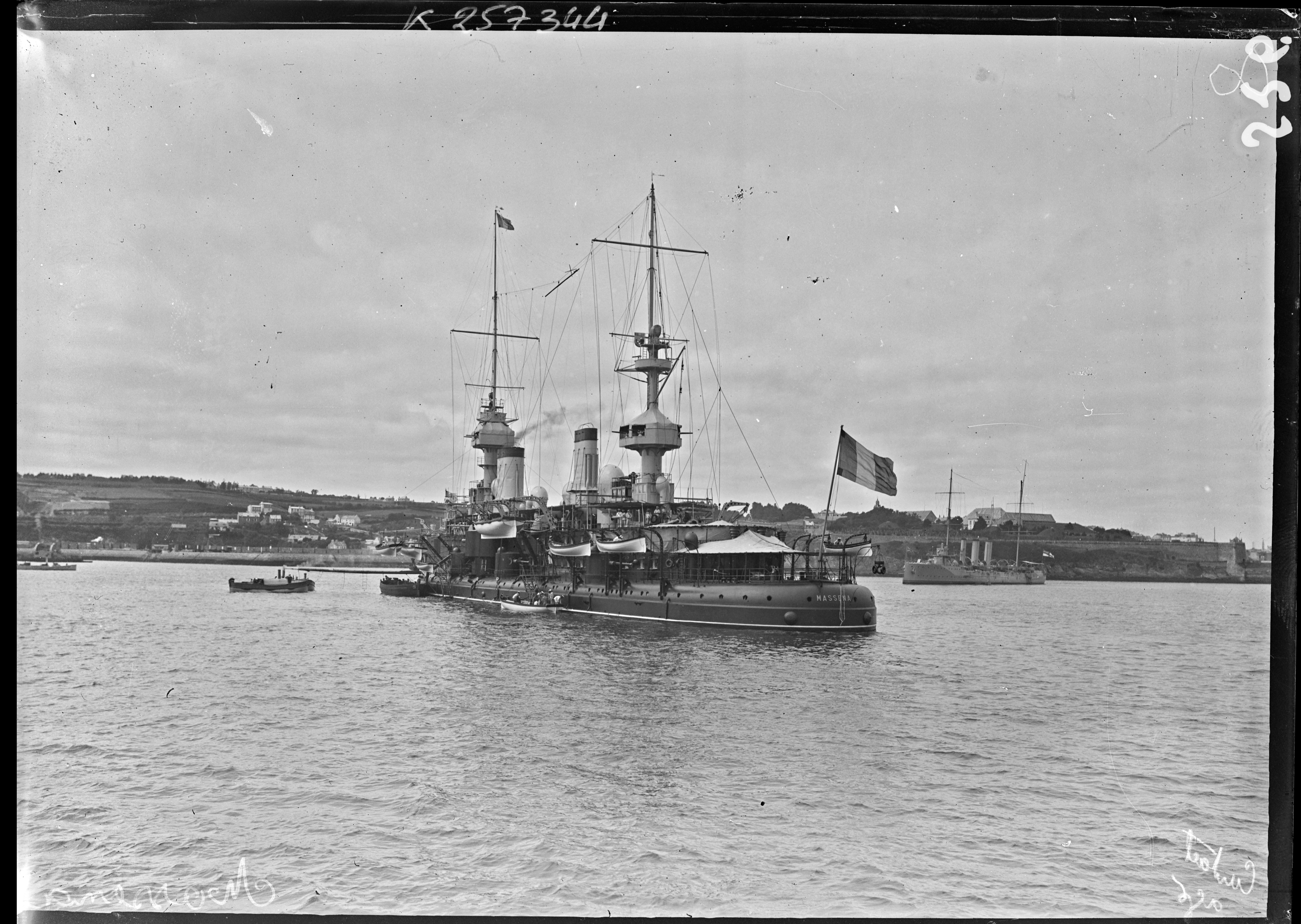
A Masséna pre-dreadnought csatahajó a tat felől nézve, Brestben, 1905-ben.
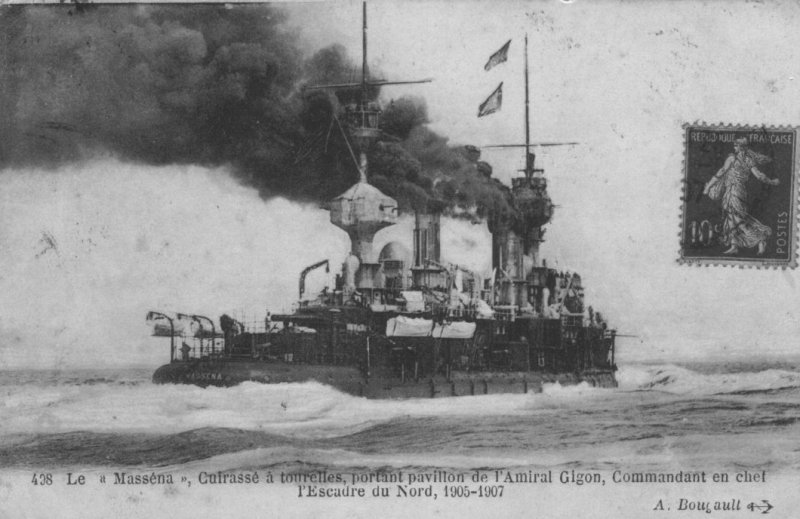
A Masséna pre-dreadnought csatahajó korabeli képeslapon.

#### Bouvet

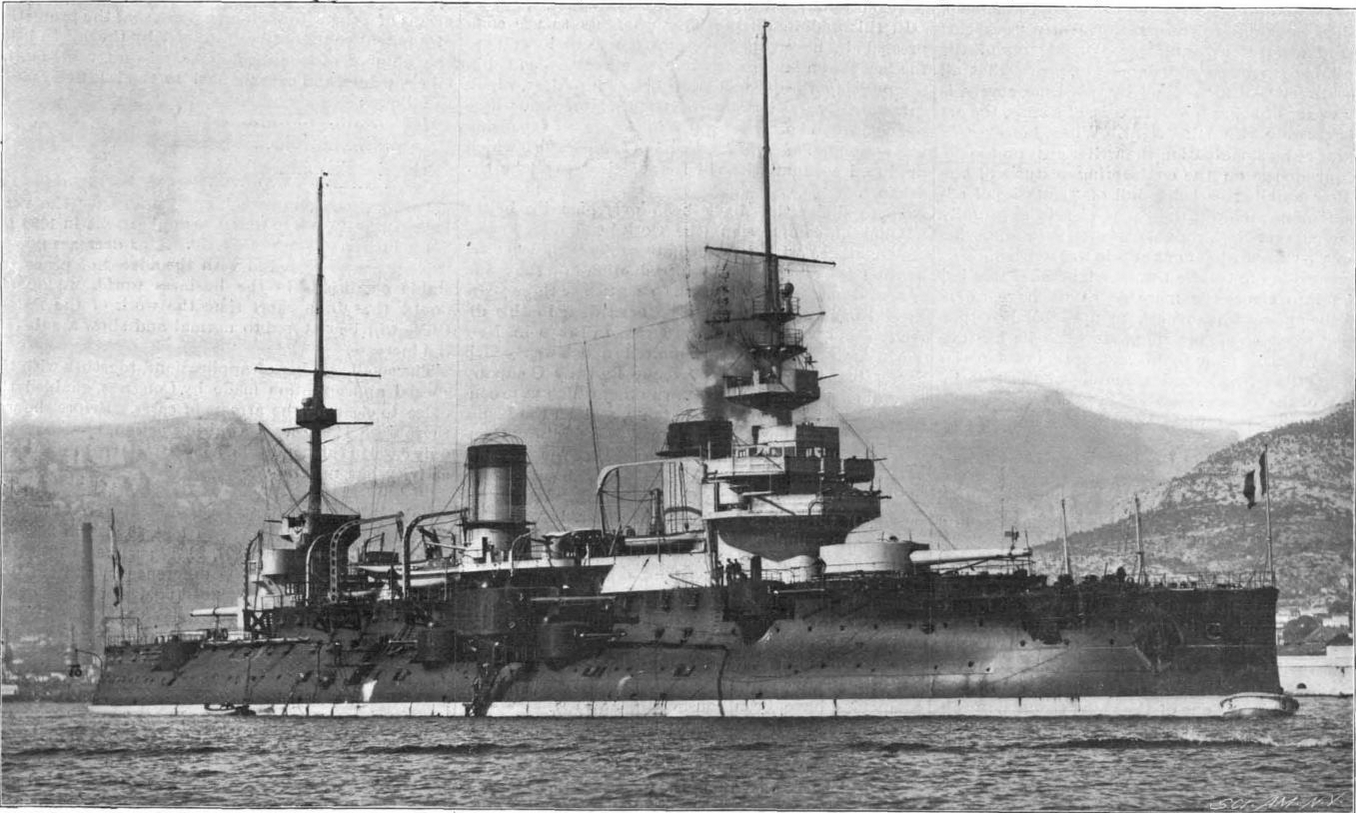
A Bouvet francia pre-dreadnought csatahajó 1899-ben.
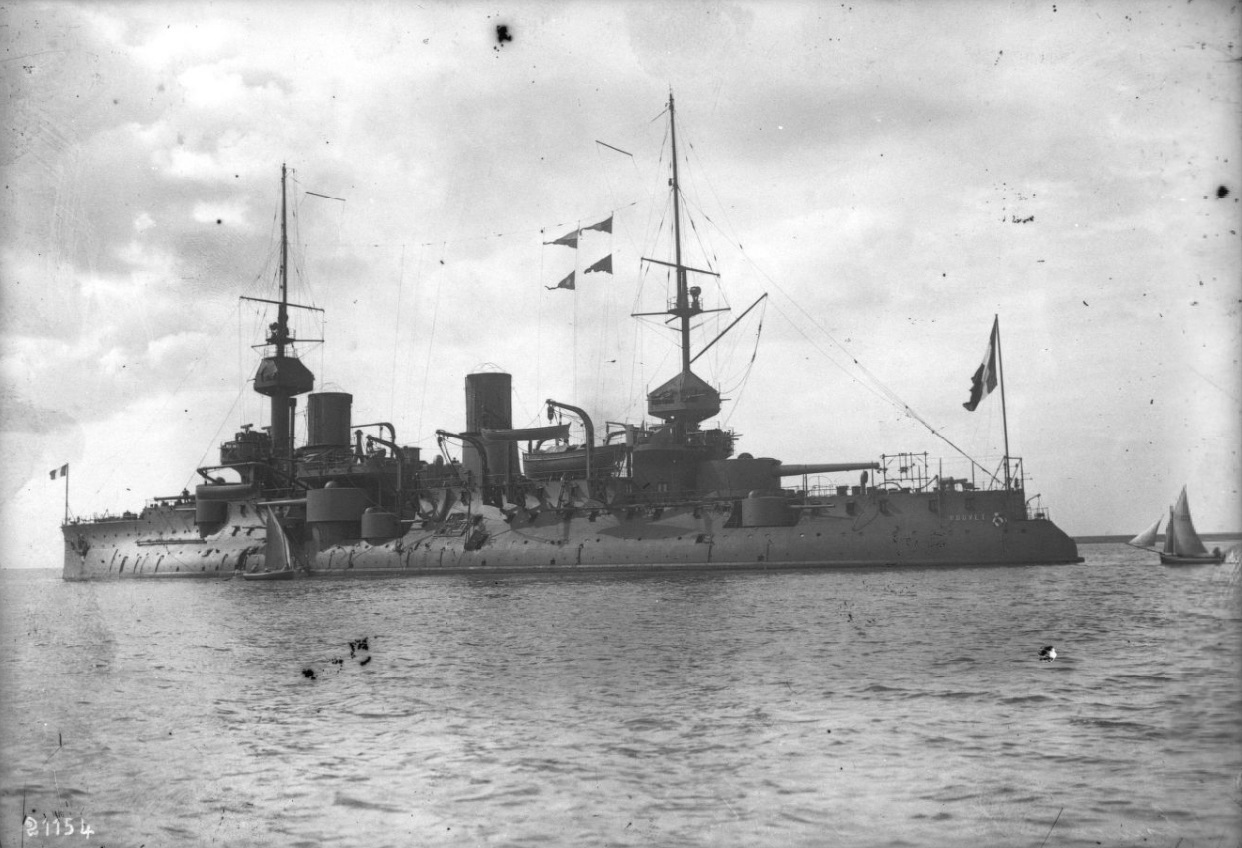
A Bouvet francia pre-dreadnought csatahajó.
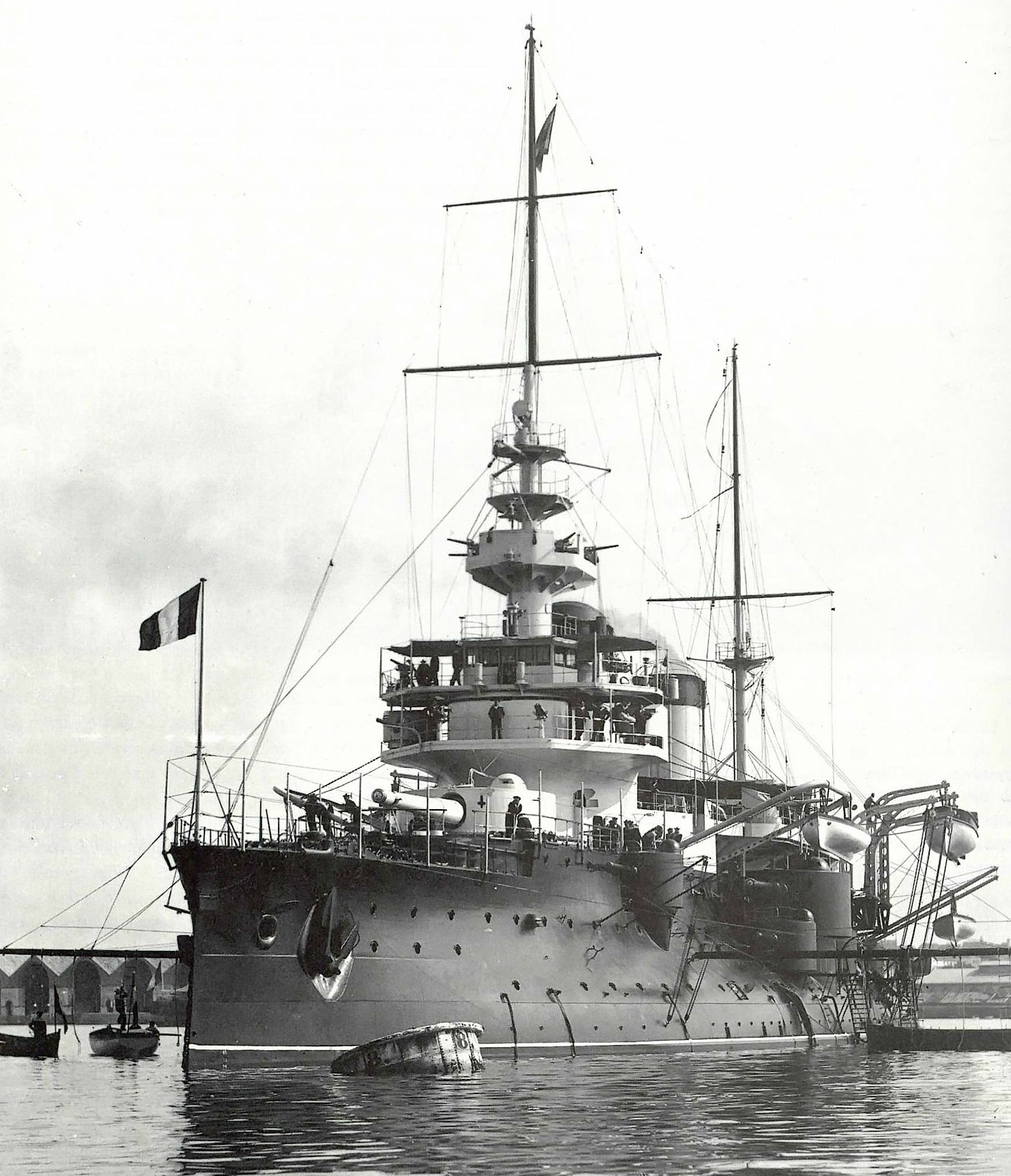
A horgonyon álló Bouvet  pre-dreadnought csatahajó 1901-ben.
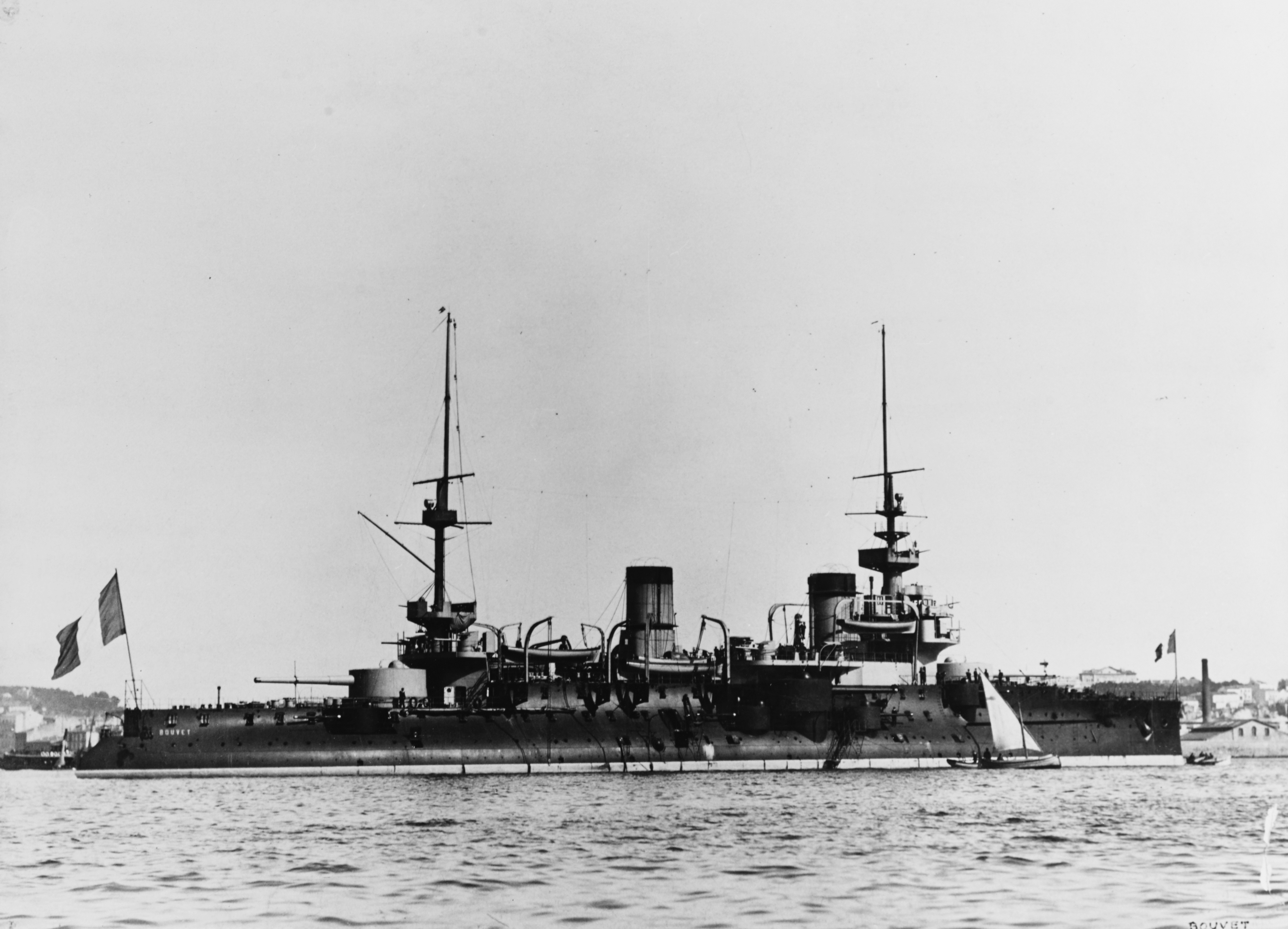
A  Bouvet francia pre-dreadnought csatahajó 1912-ben.

### Összegzés
A Mintaflotta 5 pre-dreadnought csatahajójával Franciaország ugyan jelentősen növelte haditengerészetének erejét, azonban egy egységes osztály helyett öt különböző csatahajót építeni az erőforrások fecsérlését jelentette. A francia egységek nem érték el a fő rivális, Nagy-Britannia csatahajóinak színvonalát, harcértéküket tovább csökkentette, hogy a britek 1894-ben egy újabb 34 millió font sterlinges programot indítottak az Admiralitás első lordja, John Poyntz Spencer, Spencer earlje irányításával (Spencer Programme). Ennek gerince a Majestic osztály 9 darab korszerű, első osztályú pre-dreadnought csatahajója volt.

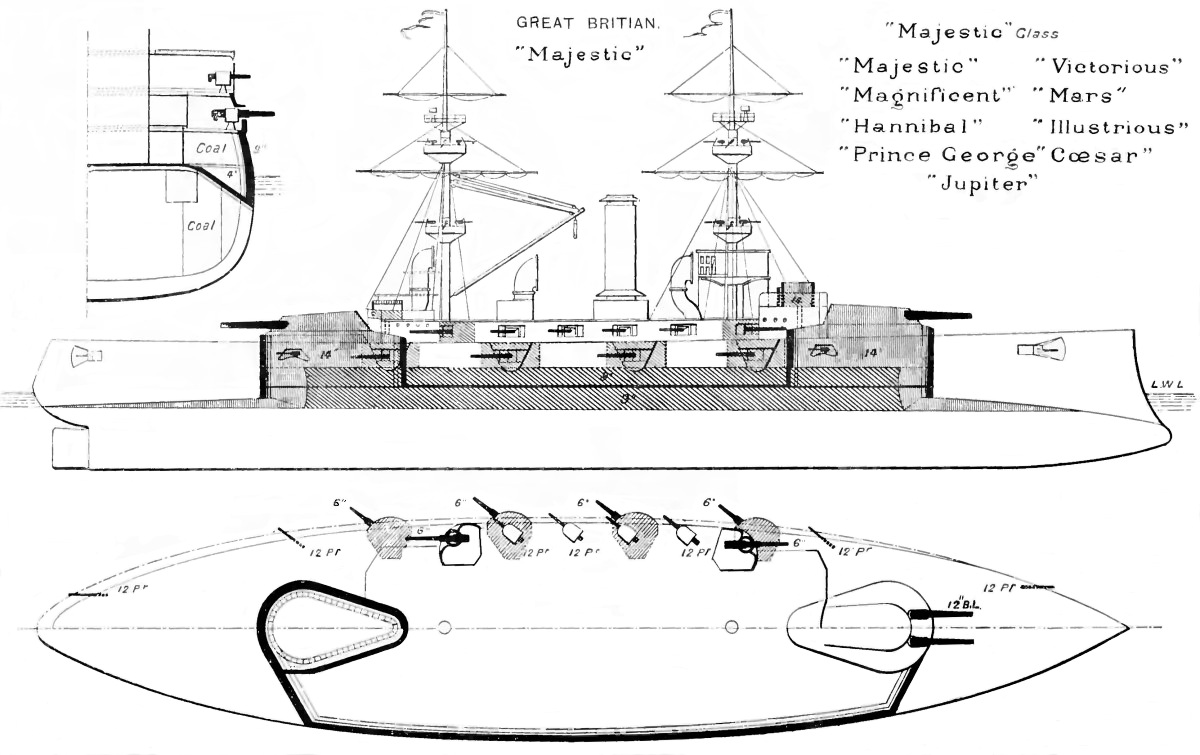
Brit Majestic osztályú pre-dreadnought csatahajó jellegrajza (Brassey's Naval Annual 1902).
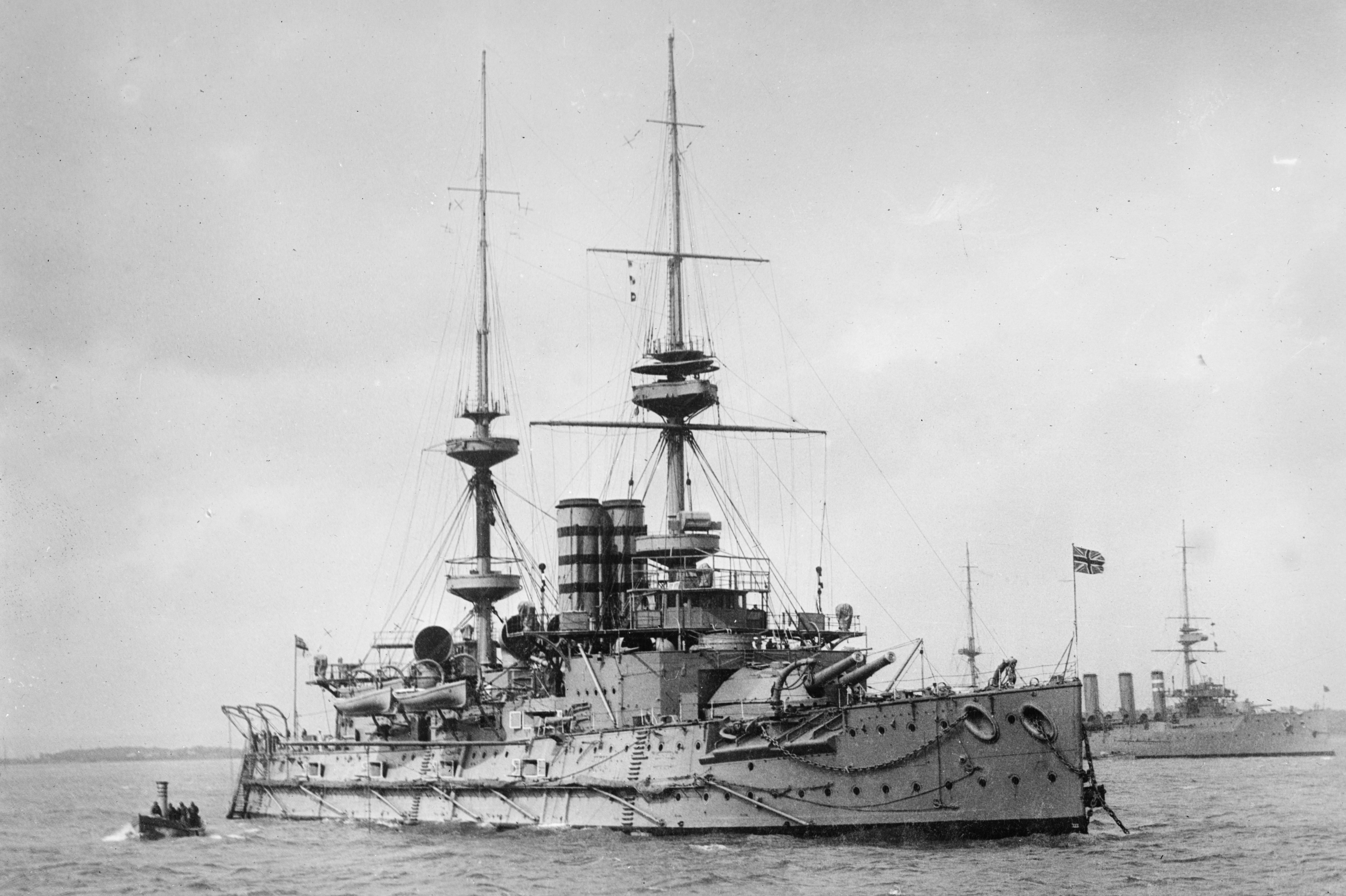
Nagy-Britannia válasza a Mintaflottára a 9 db Majestic osztályú pre-dreadnought csatahajó megépítése volt, a képen az HMS Mars látható.